# Willis Plaza
Willis Deon Plaza (ur. 3 sierpnia 1987 w Mount Hope) – trynidadzki piłkarz grający na pozycji napastnika. Od 2015 jest zawodnikiem klubu Central FC

## Kariera klubowa
Swoją karierę piłkarską Plaza rozpoczął w klubie San Juan Jabloteh, w którym zadebiutował w rozgrywkach TT Pro League. W sezonie 2010/2011 zdobył z nim Puchar Trynidadu i Tobago.
W 2012 roku Plaza wyjechał do Wietnamu i został zawodnikiem tamtejszego klubu Navibank Sajgon. Swój debiut w V-League zaliczył 30 kwietnia 2012 w zremisowanym 1:1 domowym meczu z Xuân Thành Sajgon. W 2013 roku przeszedł do Sông Lam Nghệ An, w którym zadebiutował 3 marca 2013 w zwycięskim 2:1 domowym spotkaniu z Hải Phòng FC, w którym zdobył gola. W Wietnamie grał do połowy 2013 roku.
W 2013 roku Plaza wrócił do Trynidadu i Tobago i został zawodnikiem Central FC. W 2014 został piłkarzem belgijskiego trzecioligowca CS Visé. W 2015 wrócił do Central FC.

## Kariera reprezentacyjna
W reprezentacji Trynidadu i Tobago Plaza zadebiutował 22 stycznia 2012 roku w przegranym 2:3 towarzyskim meczu z Finlandią, rozegranym w Port-of-Spain, gdy w 57. minucie tego meczu zmienił Kendalla Jagdeosingha. W 2015 roku został powołany do kadry Trynidadu i Tobago na Złoty Puchar CONCACAF 2015. Zagrał na nim dwukrotnie: z Gwatemalą (3:1) i z Meksykiem (4:4)